# Worcester Wolves
I Worcester Wolves sono una società cestistica avente sede a Worcester, in Inghilterra.

## Palmarès
- British Basketball League: 1

2013-2014
- BBL Cup: 1

2020